# Jonas Ivanauskas

Wappen von Jonas Ivanauskas

Jonas Ivanauskas (* 18. Februar 1960 in Alytus, Litauische SSR) ist Bischof von Kaišiadorys.

## Leben
Jonas Ivanauskas empfing am 14. April 1985 das Sakrament der Priesterweihe und wurde in den Klerus des Erzbistums Kaunas inkardiniert.
Am 18. Oktober 2003 ernannte ihn Papst Johannes Paul II. zum Titularbischof von Canapium und bestellte ihn zum Weihbischof in Kaunas. Der Erzbischof von Kaunas, Sigitas Tamkevičius SJ, spendete ihm am 23. November desselben Jahres die Bischofsweihe; Mitkonsekratoren waren der Bischof von Vilkaviškis, Rimantas Norvila, und der Bischof von Panevėžys, Jonas Kauneckas. Am 11. Februar 2012 ernannte ihn Papst Benedikt XVI. zum Bischof von Kaišiadorys.